# Mathurin Romegas
Mathurin d'Aux de Lescout, detto Romegas o Mathurin Romegas (Mansonville, 1525 o 1528 – Roma, 4 novembre 1581), fu membro dell'Ordine dei Cavalieri dell'Ospedale di San Giovanni di Gerusalemme.
Proveniente da una famiglia guascona, imparentata con il cardinale Arnaud d'Aux, fu uno dei più grandi comandanti militari della flotta maltese e anche Gran Maestro rivale dell'Ordine.

## La carriera
Egli aderì all'ordine nel dicembre del 1546 ed entrò subito al servizio nella marina. Egli divenne presto il terrore dei pirati musulmani che bivaccavano e depredavano nelle coste del Mar Mediterraneo e nel Mar Egeo, catturando molte navi e riducendo molti uomini in schiavitù. Alla richiesta del Papa aderì ad una campagna contro le forze protestanti ugonotte nella Francia del Sud.
Dopo che la sua nave affondò nel 1555 a causa di una tremenda tempesta nei pressi di Malta, si salvò miracolosamente guadagnando grande fama. Il Gran Maestro La Valette fu un suo grande amico e lo rimase per il resto della sua vita.

## Le battaglie navali
Servendo sotto il Generale della flotta, Gozon de Melac, Romegas combatté ripetutamente col Capitano Turgut Reis, catturando Penon de Velez nel 1564, e le coste nordafricane opposte a Malaga, una delle maggiori fortezze corsare dell'Impero ottomano, e finalmente si scontrò nell'Assedio di Malta. Poco dopo la cattura di Penon de Velez, molte galee maltesi, sotto il comando di Romegas e del Generale Giou, attaccarono un galeone ottomano, al comando di Bairan Ogli Reis, i quali erano rafforzati da 200 giannizzeri a bordo, presso Cefalonia. Proprietario della nave era Kustir Aga, il capo degli eunuchi del serraglio del Sultano, e la nave era valutata attorno agli 80.000 ducati. Tra i prigionieri si contò anche il Governatore del Cairo, il Governatore di Alessandria e la ex balia della figlia del sultano Solimano il Magnifico. Quest'ultima in particolare fu la causa che costrinse Solimano a mobilitare grandi forze che sbarcarono a Malta il 18 maggio del 1565 ed iniziarono ad assediare la città.
Durante gli scontri, Romegas ebbe una parte prominente, comandando diverse centinaia di cavalieri, sino al Grande Porto. Alla fine dell'assedio, egli tornò immediatamente in mare per scontrarsi con e navi musulmane, costruendosi sempre più stabilmente la reputazione di difensore della cristianità.
Nella Battaglia di Lepanto del 1571, Romegas comandò le navi battenti bandiera papale e si distinse nei combattimenti, a tal punto che venne invitato in seguito dall'Ammiraglio pontificio Marcantonio Colonna, ad unirsi con lui a Roma per i trionfi.
Nel 1575 Romegas venne nominato Generale di marina e Gran Priore di Tolosa. Nel 1577 venne eletto Luogotenente del Gran Maestro. Con questa carriera, sembrava ormai scontato che dovesse essere eletto Gran Maestro, ma cadde vittima di intrighi e malversazioni che gli preclusero regolarmente la carica.

## Gran Maestro rivale
All'interno dell'Ordine si era sviluppata nel frattempo una certa opposizione al Gran Maestro Jean de la Cassiere per una serie di umiliazioni subite dall'Ordine durante il suo periodo di governo. Nel 1581, questo portò ad un ammutinamento di alcuni cavalieri, quando il Generale del Convento depose La Cassiere e lo confinò nel Forte Sant'Angelo, nominando de facto Romegas Gran Maestro. Il Papa inviò quindi un inviato speciale, Gaspare Visconti, a investigare e simultaneamente ad amministrare l'Ordine sin tanto che la situazione non fosse stata risolta.
La Cassiere e Romegas vennero convocati entrambi a Roma per esporre le loro ragioni. La Cassiere giunse a Roma il 26 ottobre 1581 e, per ordine di Papa Gregorio XIII, venne trattato con maggiore deferenza e cerimonia, rispetto a Romegas, che venne trattato con freddezza e distacco. Quest'ultimo, morì poco dopo, il 4 novembre 1581.
La Cassiere venne reintegrato nell'Ordine ed alla sua posizione di Gran Maestro, ma non visse molto a lungo, morendo a Roma il 21 dicembre 1581